# Ваду-Крішулуй
Ваду-Крішулуй (рум. Vadu Crișului) — село у повіті Біхор в Румунії. Адміністративний центр комуни Ваду-Крішулуй.
Село розташоване на відстані 396 км на північний захід від Бухареста, 46 км на схід від Ораді, 85 км на захід від Клуж-Напоки.

## Населення
За даними перепису населення 2002 року у селі проживали 3092 особи.
Національний склад населення села:
| Національність | Кількість осіб | Відсоток |
| -------------- | -------------- | -------- |
| румуни         | 1954           | 63,2%    |
| угорці         | 835            | 27,0%    |
| цигани         | 292            | 9,4%     |
| німці          | 5              | 0,2%     |
| словаки        | 5              | 0,2%     |

Рідною мовою назвали:
| Мова      | Кількість осіб | Відсоток |
| --------- | -------------- | -------- |
| румунська | 1967           | 63,6%    |
| угорська  | 826            | 26,7%    |
| циганська | 292            | 9,4%     |